# NGC 5990
NGC 5990 is een spiraalvormig sterrenstelsel in het sterrenbeeld Slang. Het hemelobject werd op 5 mei 1785 ontdekt door de Amerikaanse astronoom Lewis A. Swift.

## Synoniemen
- UGC 10024
- MCG 1-40-14
- ZWG 50.101
- IRAS 15437+0234
- PGC 55993